# Первая марка России
Пе́рвая ма́рка Росси́йской импе́рии — стандартная марка, которая была введена в обращение циркуляром Почтового департамента Российской империи от 10 (22) декабря 1857 года. В том же месяце почтовые марки поступили в продажу и начали применяться в некоторых губерниях. Официальное всеобщее использование марок на всей территории России (кроме Кавказа, Закавказья и Сибири) началось 1 (13) января 1858 года.

## Описание
В центре марки на внутреннем овале голубого цвета воспроизведён белый рельефный герб Почтового департамента, по заказу которого она была выпущена, — двуглавый орёл и под ним два перекрещивающихся почтовых рожка. Овал окружён рамкой тёмно-коричневого цвета с надписью сверху: «почтовая марка» и «10 коп. за лотъ» — снизу. Вокруг рамки изображена императорская мантия с короной; внизу под ней повторяется надпись: «10 коп. за лотъ». Без зубцов.

## История создания и выпуска

### Проекты первой марки
В 1851 году за границу, для изучения опыта использования марок, был командирован управляющий перевозками почты по железной дороге А. П. Чаруковский (ок. 1826—1889). Посетив Англию, Францию, Бельгию, Голландию, Италию, Австрию, Швейцарию, Германию и собрав массу технологической информации в их типографиях, он вернулся в 1852 году в Россию, где подал записку «О введении штемпельных марок в России». Однако нововведениям в почтовой сфере помешала Крымская война. Лишь в 1855 году Алексей Прохорович подал главноначальствующему над почтовым департаментом В. Ф. Адлербергу проект с подробным изложением мероприятия по введению приклеиваемых марок в России. По замыслу Чаруковского, русская почтовая марка должна была иметь круглую форму с зубцовкой вокруг рисунка, на ней следовало изобразить, отпечатанный с использованием нескольких красок, государственный герб. Кроме того, бумага для марок обязательно должна была быть защищена от подделок. Проект был утверждён 12 ноября 1856 года.

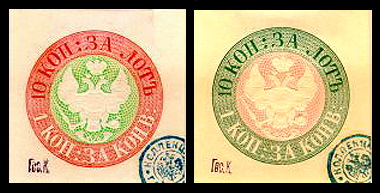
Эссе первых штемпельных марок России (1856)

Тем временем 30 июля 1856 года под руководством управляющего типографским отделением Экспедиции заготовления государственных бумаг Я. Я. Рейхеля были изготовлены эссе первых «штемпельных» марок двух типов: с государственным гербом и головой Меркурия. Марки были круглой формы, так как предполагалось, что она станет своеобразным наклеиваемым штемпелем, отсюда, кстати, и название марок — «штемпельные». К тому же, по мнению Чаруковского, неаккуратно наклеенная на конверт марка прямоугольной формы может задеть углом за ящик или за другие письма и отклеиться. Это, в свою очередь, могло повлечь за собой возвращение писем корреспонденту с объявлением об этом в газетах. Каждый тип печатался в четырёх цветах: зелёном, синем, чёрном и карминовом. Однако эти марки утверждены не были.

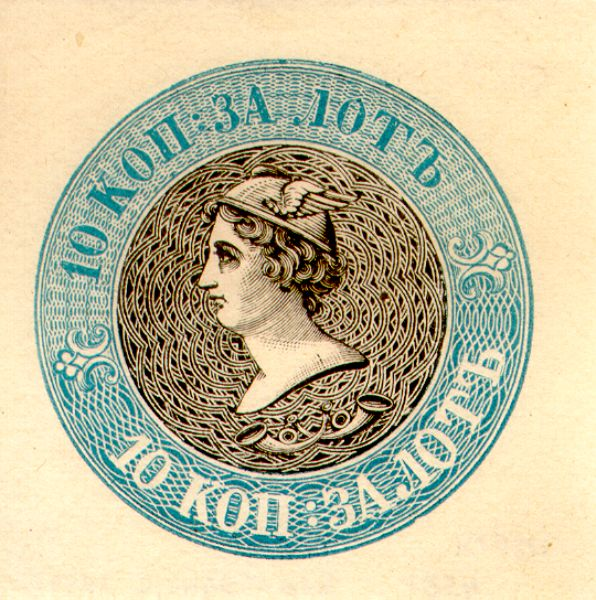
Эссе штемпельной марки России с головой Меркурия (1856)

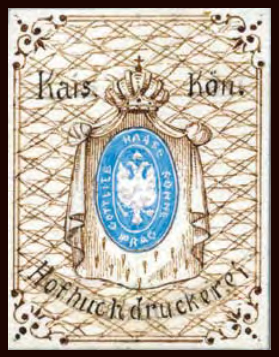
Прототип первой русской марки. Личный подарок Николая II Агафону Фаберже

Новый рисунок первой русской почтовой марки прямоугольной формы создал старший гравёр ЭЗГБ Ф. М. Кеплер и подал его на рассмотрение 21 октября 1856 года. Создавая свой эскиз марки, Кеплер внимательно ознакомился со всеми материалами, привезёнными Чаруковским из-за границы, в числе которых были образцы и оригиналы марок разных стран. В качестве прототипа для создания русской почтовой марки Кеплер взял пробу пражской фирмы «Готлиб Гаазе и сыновья», предложенную для австрийских марок прямоугольной формы.

### Изготовление
20 октября 1857 года Александром II были утверждены три отпечатанных двухцветных образца номиналами в 10, 20 и 30 копеек. 9 ноября император «высочайше повелеть соизволил называть их вместо штемпельных почтовыми марками». В ноябре началось изготовление 10-копеечных марок. Первая почтовая марка России была отпечатана на белой жёсткой бумаге ручного производства с водяным знаком в виде цифры «1» высотой 15 мм. Так как перфорационная машина, заказанная в Венской придворной типографии, поступила лишь 19 ноября и в неисправном состоянии, было принято решение об отпуске Почтовому департаменту и рассылке по губерниям части тиража 10-копеечных марок неперфорированными.
Печатание марок производилось на двух типографских прессах. На одном, выписанном из Берлина, под сильным давлением печатался голубой овал с рельефной эмблемой почтового ведомства, на втором — коричневая рамка рисунка.

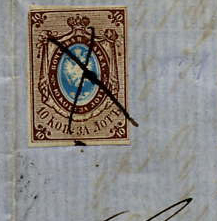
Вырезка с первой маркой России, погашенной пером (1857)

### Почтовое обращение

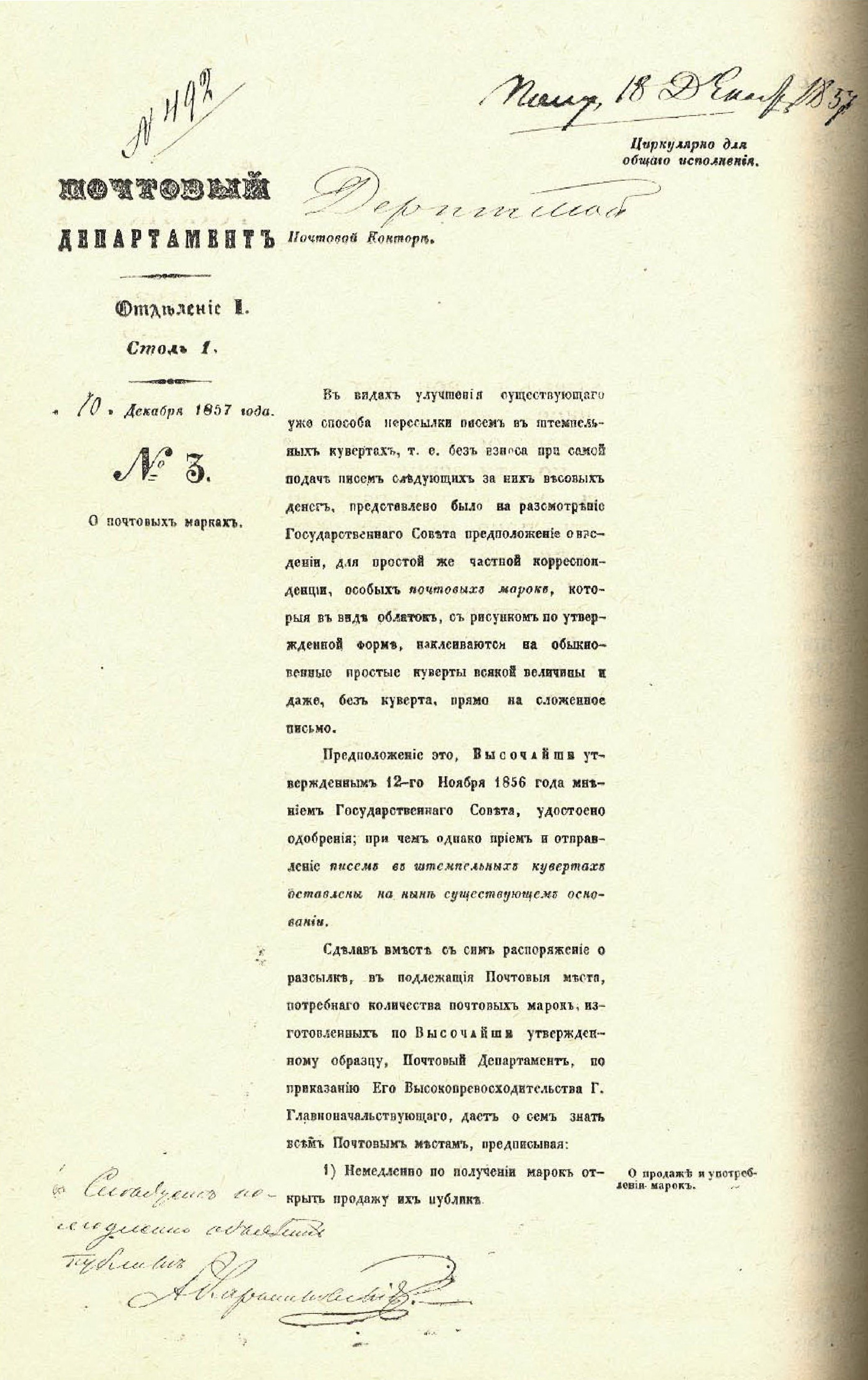
Титульный лист циркуляра № 3 «О почтовых марках»

В период с 26 ноября по 19 декабря 1857 года почтовым отделениям было передано 3 млн штук неперфорированных марок.
10 (22) декабря 1857 был издан итоговый циркуляр Почтового департамента № 3 «О введении почтовых марок для всеобщего пользования», текст которого гласил:
С первого января будущего, 1858 года простые частные письма во все места Империи, Царства Польского и Великого Княжества Финляндского, подаваемые на почту в простых кувертах или же вовсе без кувертов, с написанием адресов на самом сложенном письме — отправлять не иначе, как с наложением соответствующей весу письма почтовой марки.
В этот же день марки поступили в продажу на московском и петербургском почтамтах. За несколько дней разошлось порядка 8 тысяч экземпляров.
Первое сообщение о начале реализации марок в губерниях обнаружено в «Вятских губернских ведомостях»: продажа «…в Вятской губернской конторе открыта с 23 декабря 1857 года». В 1857 году было продано 10 510 штук в девяти губерниях, в двух из них — Вятской и Казанской, было отправлено 801 письмо, оплаченное марками.
С 1 января 1858 года началось официальное применение марок для оплаты простой внутренней корреспонденции на всей территории России, кроме Кавказа, Закавказья и Сибири, где их применение началось с 1 марта 1858 года.
Так как снабжение почтовыми штемпелями многочисленных почтовых учреждений требовало времени, Почтовый департамент предписал гасить марки пером и чернилами, по примеру гашения штемпельных конвертов.

## Филателистическая ценность
Первые русские почтовые марки признаны специалистами в области филателии самыми красивыми двухцветными марками в мире.
В зависимости от каталога и вида гашения стоимость первой русской марки колеблется от $275 до $700 за гашёную марку и от 12,5 до 20 тыс. долларов США — за чистую.

## Память

### Филателистические материалы
По случаю юбилеев первой русской марки в СССР и современной России неоднократно производились выпуски коммеморативных почтовых марок, блоков и прочих филателистических материалов, организовывались филателистические выставки и другие памятные мероприятия.
|  |  |  |
|  |  |  |
|  |  |  |

Конверты с оригинальной маркой «100-летие первой русской почтовой марки» (СССР, 1958). Художник В. Завьялов. Специальные гашения: «Юбилейная выставка „100 лет русской почтовой марки“», 10.09.1958; «День закрытия выставки „100 лет русской почтовой марки“», 10.09.1958
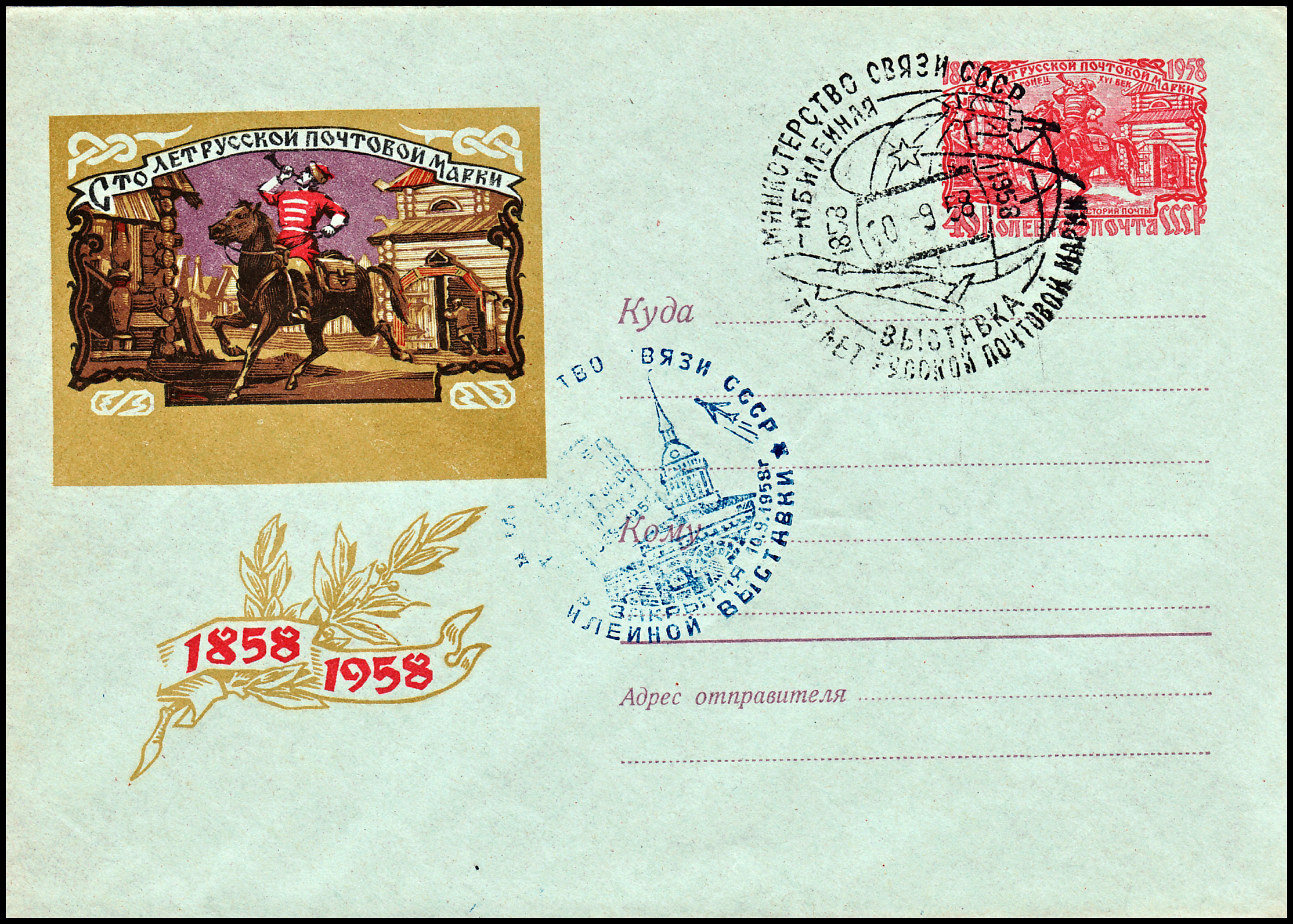
Гонец XVI века (СК #5). Оригинальная марка повторяет рисунок почтовой марки (ЦФА [АО «Марка»] № 2200), но в красном цвете и с изменённым номиналом
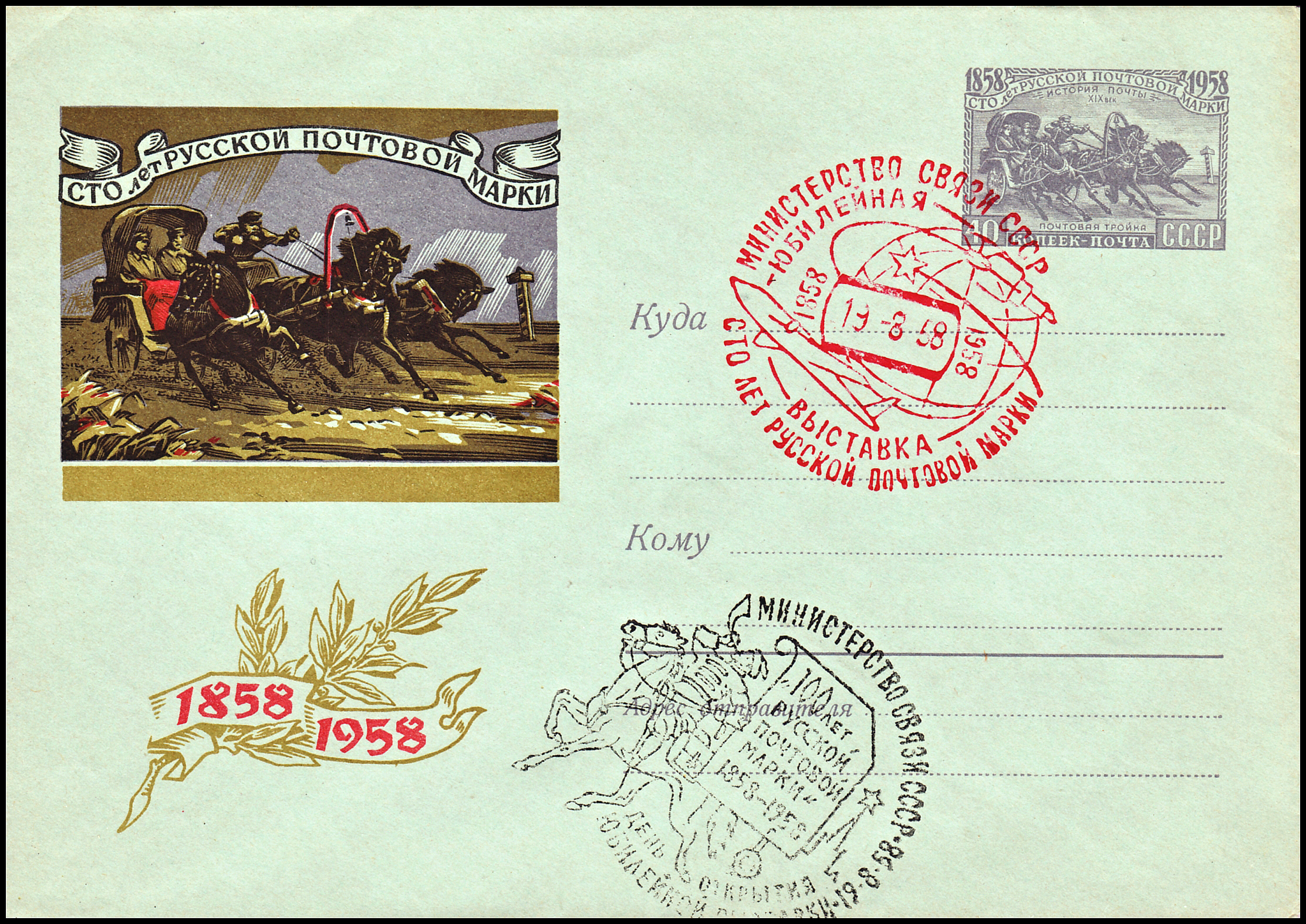
Почтовая тройка XIX века (СК #6). Рисунок почтовой марки (ЦФА [АО «Марка»] № 2207) в сером цвете
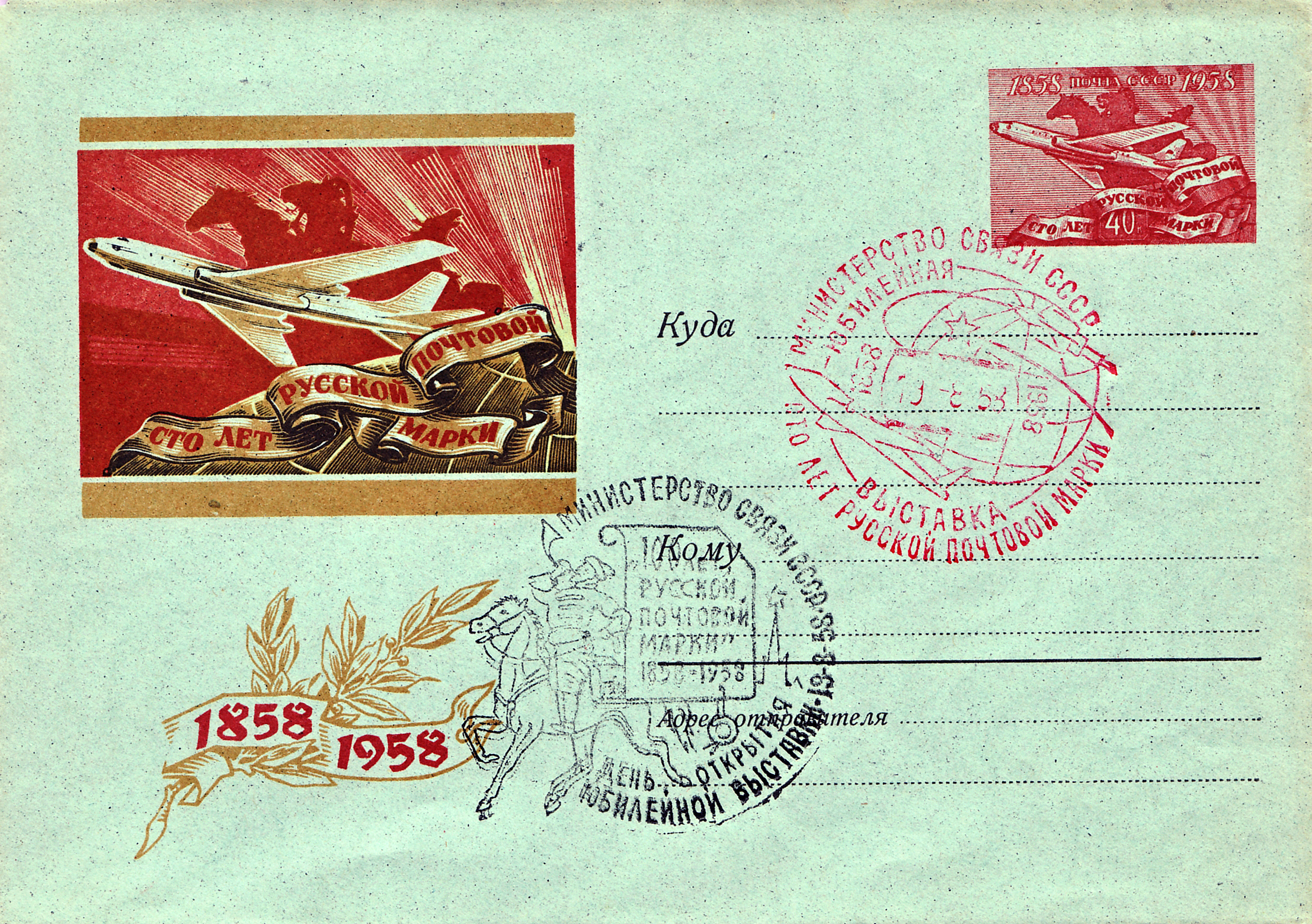
Самолёт Ту-104 на фоне почтовой тройки (СК #7). Рисунок почтовой марки (ЦФА [АО «Марка»] № 2201) в красном цвете

Исследованиям по истории первой марки Российской империи посвящены многочисленные публикации (статьи в прессе, книги).

Конверты с оригинальной маркой, Россия, 2008. Художник А. Московец
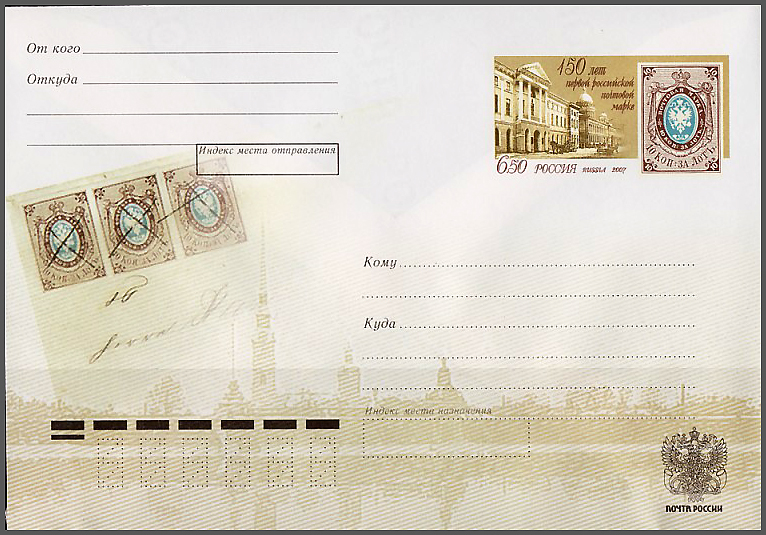
«150-летие первой российской почтовой марке» (ЦФА [АО «Марка»] № 168)
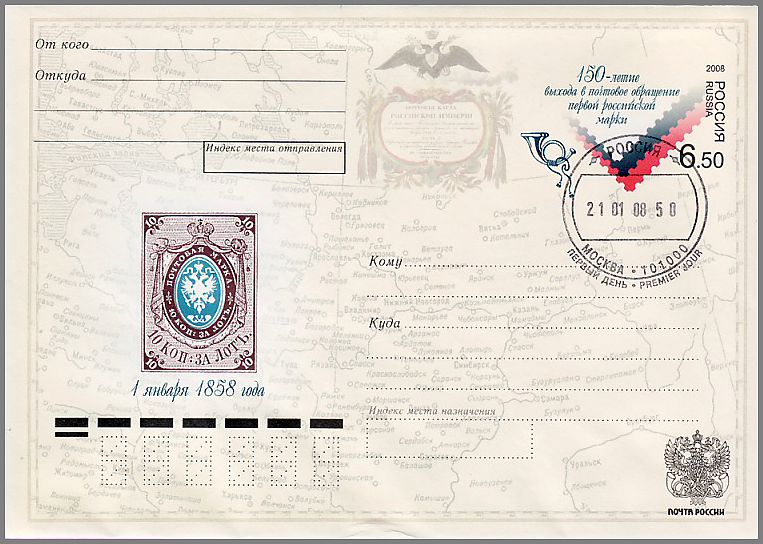
«150-летие выхода в почтовое обращение первой российской почтовой марки». Гашение первого дня: Москва, отделение связи 101000, 21.01.2008 (ЦФА [АО «Марка»] № 172)

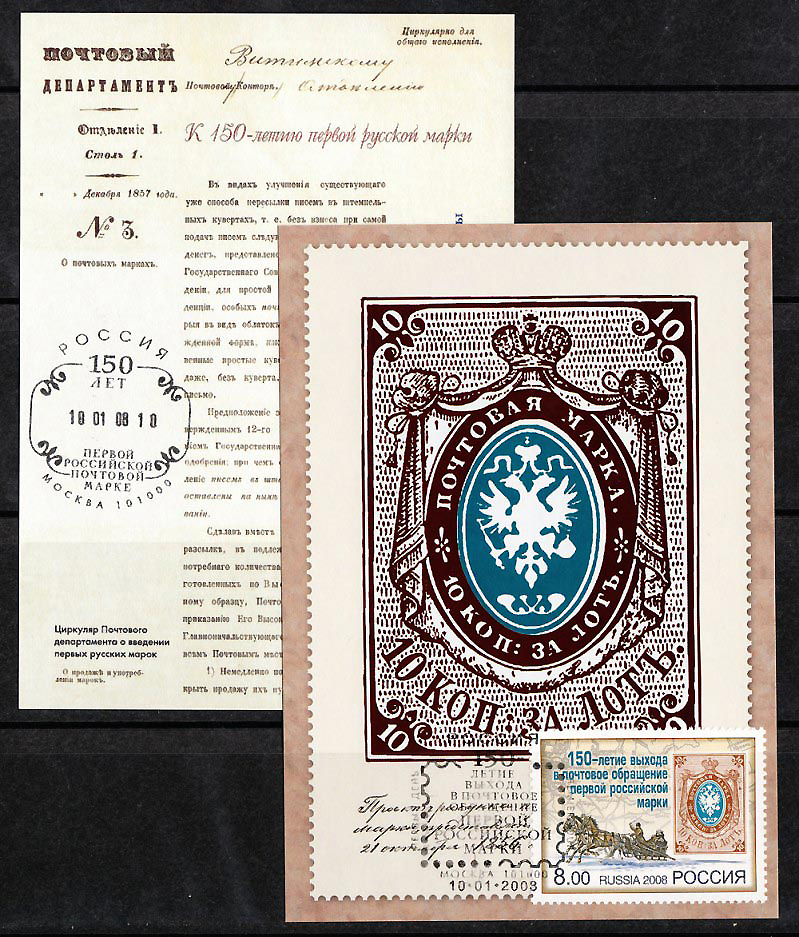
Картмаксимум «150-летие выхода в почтовое обращение первой российской почтовой марки», Россия, 2008
. На открытке: проект первой российской почтовой марки, представленный 21 октября 1856 года.
На обороте открытки: циркуляр почтового ведомства о введении почтовых марок (декабрь 1857 года).
Гашение первого дня: Москва, отделение связи 101000, 10.01.2008; на обороте — спецгашение от 10.01.2008

### Памятная монета
В дополнение к коммеморативным филателистическим материалам, выпущенным в связи со 150-летием первой российской почтовой марки, Банк России подготовил в 2008 году памятную монету номиналом в 3 рубля. На реверсе монеты в центре — матированное изображение угла почтового конверта с тремя марками, расположенными в два ряда, одна из которых — справа внизу — исполнена в виде вставки из золота, в её верхней части — две надписи: слева — «Au 99,9», справа — «1,55». Две другие марки изображены полутоном, на одной из них — слева внизу — надпись полутоном в две строки «ОВРУЧЪ АПР. / ДНЯ 1858»; вверху — надпись в четыре строки «150-ЛЕТИЕ ПЕРВОЙ РОССИЙСКОЙ ПОЧТОВОЙ МАРКИ», внизу — писчая ручка со стальным пером.

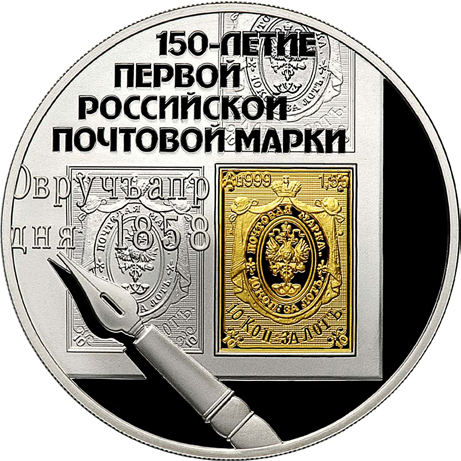
Монета Банка России, 2008 г. — Историческая серия: 150-летие первой российской почтовой марки, золото/серебро, 3 рубля, реверс.